# Ksienija Parubiec
Ksienija Aleksandrowna Parubiec  z d. Ilczenko (ros. Ксения Александровна Парубец; ur. 31 października 1994 w Jekaterynburgu) – rosyjska siatkarka, grająca na pozycji przyjmującej. Obecnie występuje w rosyjskiej Superlidze, w drużynie Urałoczka Jekaterynburg. Jej matka Irina również była siatkarką. W 1988 roku została złotą medalistką Igrzysk Olimpijskich w Seulu i w 1992 roku srebrną medalistką Igrzysk Olimpijskich w Barcelonie.

## Sukcesy klubowe
Puchar CEV:
- 2014

Puchar Challenge:
- 2015[1]

Mistrzostwo Rosji:
- 2016
- 2015, 2018, 2019, 2020

## Sukcesy reprezentacyjne
Puchar Borysa Jelcyna:
- 2015

Grand Prix:
- 2015[2]

Mistrzostwa Europy:
- 2015[3]

Volley Masters Montreux:
- 2018

Puchar Świata:
- 2019

## Nagrody indywidualne
- 2012: Najlepsza serwująca Mistrzostw Europy Juniorek